# Campeonato de Portugal 1923
Il Campeonato de Portugal 1923 fu la seconda edizione del Campeonato de Portugal, competizione antenata della Coppa di Portogallo.
In questa seconda edizione furono 6 le squadre partecipanti, tutte vincitrici di campionati regionali. La squadra campione di Portogallo fu per la prima volta lo Sporting Lisbona, vincitore in finale contro l'Académica.

## Partecipanti
- Algarve:  Lusitano VRSA
- Braga:  Braga
- Coimbra:  Académica
- Lisbona:  Sporting Lisbona
- Madera:  Marítimo
- Porto:  Porto

## Primo Turno
|           | Risultato |       |
| --------- | --------- | ----- |
| Académica | 2 - 1     | Braga |

## Secondo Turno
|           | Risultato   |               |
| --------- | ----------- | ------------- |
| Académica | 3 - 2 (dts) | Lusitano VRSA |

## Semifinali
|                  | Risultato |          |
| ---------------- | --------- | -------- |
| Académica        | 2 - 1     | Marítimo |
| Sporting Lisbona | 3 - 0     | Porto    |

## Finale
| Arbitro: | Eduardo Vieira |

|                                            |           |  |
| Stromp 12’ Ferreira 18’ (rig.), 53’ (rig.) | Marcatori |  |

| Sporting CP | Académica |

### Formazioni
| POR           |  | Cipriano Santos        |
| DIF           |  | Jorge Vieira           |
| DIF           |  | José Leandro           |
| DIF           |  | Joaquim Ferreira       |
| CEN           |  | Filipe dos Santos      |
| CEN           |  | Henrique Portela       |
| ATT           |  | Francisco Stromp ()    |
| ATT           |  | Alfredo Torres Pereira |
| ATT           |  | Jaime Gonçalves        |
| ATT           |  | João Francisco Maia    |
| ATT           |  | Carlos Fernandes       |
| Allenatore:   |  |                        |
| Augusto Sabbo |  |                        |

| POR              |  | João Ferreira       |
| DIF              |  | Ribeiro da Costa    |
| DIF              |  | Francisco Prudêncio |
| CEN              |  | Teófilo Esquível () |
| CEN              |  | Joaquim Miguel      |
| CEN              |  | António Galante     |
| ATT              |  | Gil Vicente         |
| ATT              |  | José Neto           |
| ATT              |  | Armando Batalha     |
| ATT              |  | Guedes Pinto        |
| ATT              |  | Augusto Pais        |
| Allenatore:      |  |                     |
| Teófilo Esquível |  |                     |